# José Bueno Quejo
José Bueno Quejo (m. 1941) va ser un militar espanyol.

## Biografia
Militar professional, al juliol de 1936 ostentava el rang de capità i es trobava destinat en el batalló d'infanteria aquarterat a Santoña. Segons alguns autors hauria estat implicat en la conspiració militar contra la República, si bé a última hora s'hauria mantingut fidel a la legalitat republicana i oposat a la revolta.
Després de l'esclat de la Guerra civil es va posar al capdavant d'una columna de milicians que va operar en les zones de muntanya. Posteriorment exerciria com a comandant de la 2a Divisió santanderina, encarregada de vigilar les comunicacions de Santander amb Burgos. Després de la caiguda del Front nord va tornar a la zona centro-sud republicana, on va continuar exercint llocs militars. Al febrer 1939 va ser nomenat cap d'Estat Major de la 22a Divisió, al front d'Andalusia.
Capturat pels franquistes al final de la contesa, va ser executat a Còrdova el 22 de gener de 1941, als quaranta-tres anys.